# Dannemora socken
Dannemora socken i Uppland ingick i Olands härad, ingår sedan 1974 i Östhammars kommun och motsvarar från 2016 Dannemora distrikt.
Socknens areal är 69,02 kvadratkilometer varav 61,05 land.År 2000 fanns här 454 invånare. En del av tätorten Österbybruk, tätorten Dannemora med Dannemora gruva samt sockenkyrkan Dannemora kyrka ligger i socknen.

## Administrativ historik
Dannemora socken omtalas i skriftliga handlingar första gången 1314 ('De Danamorii'). Socken hade under medeltiden samma omfattning som under 1900-talet, undantaget byn Bockbol, som tidigare räknades till Dannemora jordebokssocken men Tensta kyrksocken, men överfördes till Tensta socken i alla avseenden 1889.
Vid kommunreformen 1862 övergick socknens ansvar för de kyrkliga frågorna till Dannemora församling och för de borgerliga frågorna bildades Dannemora landskommun. Landskommunen utökades 1952 och uppgick 1974 i Östhammars kommun. Församlingen uppgick 2010 i Dannemorabygdens församling.
1 januari 2016 inrättades distriktet Dannemora, med samma omfattning som församlingen hade 1999/2000. 
Socknen har tillhört län, fögderier, tingslag och domsagor enligt vad som beskrivs i artikeln Olands härad. De indelta soldaterna tillhörde Upplands regemente, Olands kompani och Livregementets dragonkår, Norra Upplands skvadron.

## Geografi
Dannemora socken ligger väster om Östhammar kring Dannemorasjön. Socknen är en mossrik skogsbygd med odlingsbygd vid sjön.
Dannemora-Hargs Järnväg går österut till Hargshamn, respektive västerut till Örbyhus.

## Fornlämningar
En hällristning är funnen. I socknen finns många gruvhål och i anslutning till dessa hyttplatser.

## Namnet
Namnet skrevs 1344 Danamoro innehåller efterleden mor, '(sumpig) granskog'. Förleden innehåller plural av folkslagsbeteckningen dan, 'dansk'.